# Setiabudi (Dżakarta Południowa)

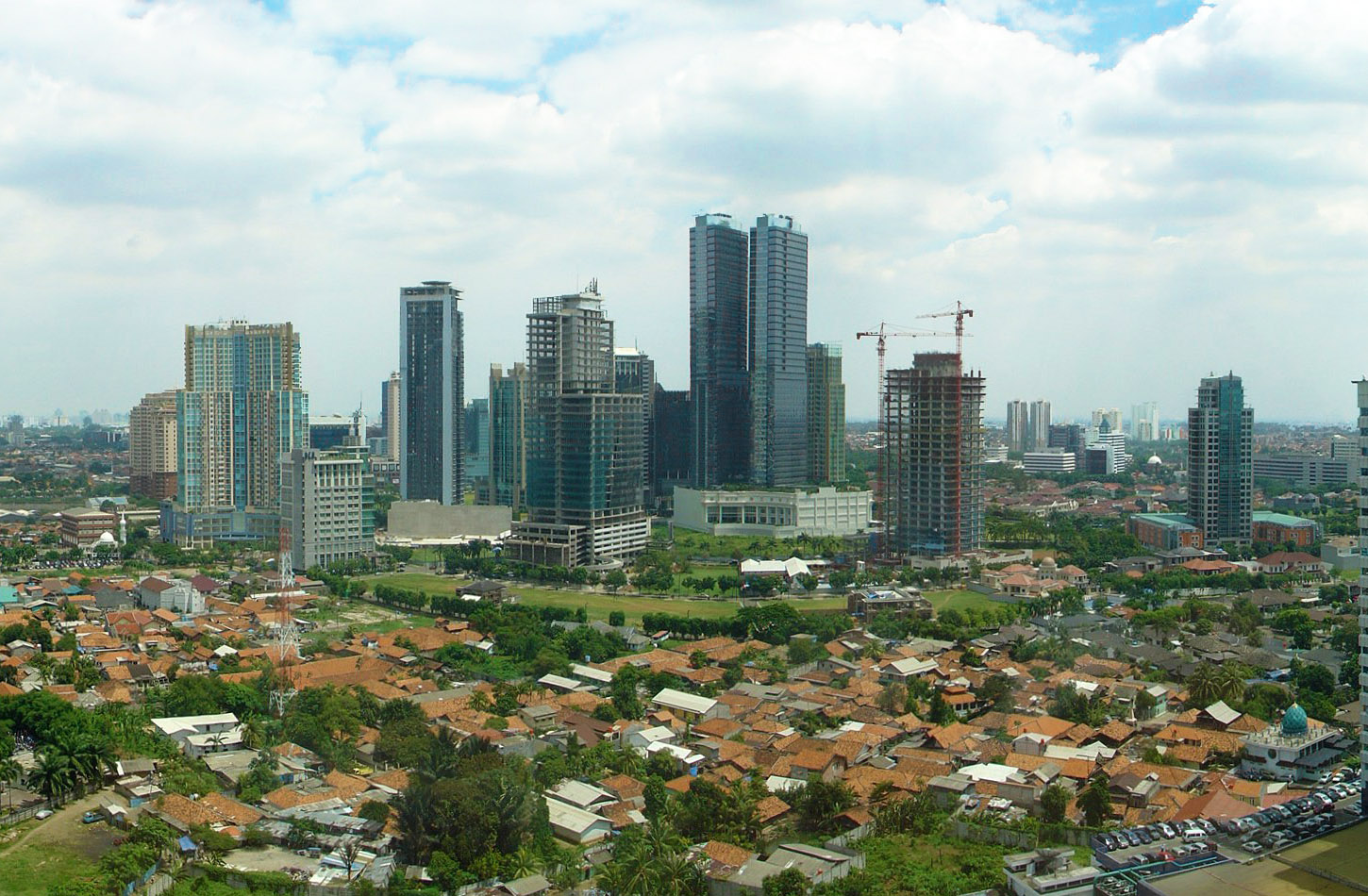

Setiabudi – dzielnica Dżakarty Południowej. Zamieszkuje ją 100 582 osób.

## Podział
W skład dzielnicy wchodzi osiem gmin (kelurahan):
- Setiabudi – kod pocztowy 12910
- Karet – kod pocztowy 12920
- Karet Semanggi – kod pocztowy 12930
- Karet Kuningan – kod pocztowy 12940
- Kuningan Timur – kod pocztowy 12950
- Menteng Atas – kod pocztowy 12960
- Pasar Manggis – kod pocztowy 12970
- Guntur – kod pocztowy 12980